# Tomba dei Caronti
La tomba dei Caronti è una tomba etrusca, sita nella necropoli dei Monterozzi di Tarquinia ed è datata all'anno 250-275 a.C.

## Descrizione
Nella tomba ci sono due scale che portano a due camere funerarie differenti. Sono rappresentate due porte che simboleggiano il passaggio all'aldilà. Ai lati delle rispettive porte ci sono due caronti raffigurati con la tecnica dell'affresco. I caronti sono raffigurati alati col mantello, con corna e folti capelli. 
Per accedere alla tomba si ha un dromos curvilineo. Nella camera funeraria, visibile ai nostri occhi, si scorgono due piani rialzati dove in antichità erano stati riposti i corpi dei defunti, tra questi due piani rialzati è posto un blocco di pietra. Prima delle scalinate sulla sinistra nel vestibolo sono poste le banchine per la sosta dei visitatori.